# Білин (зупинний пункт)
Бі́лин — залізничний пасажирський зупинний пункт (до 1980-х років — залізнична станція) Івано-Франківської дирекції залізничних перевезень Львівської залізниці на лінії Делятин — Ділове між станціями Ясіня (32 км) та Рахів (6 км). Розташований у селі Білин Рахівського району Закарпатської області.

## Пасажирське сполучення
На зупинному пункті зупиняються приміські поїзди сполученням Івано-Франківськ — Рахів та поїзд далекого сполучення Миколаїв — Рахів.